# Pontiac 6
Pontiac 6 — полноразмерный автомобиль, впервые представленный в 1926 году подразделением Pontiac компании General Motors. 

## Первое поколение (1926—1932)
Pontiac 6, известный как Series 6-27, впервые был представлен 3 января 1926 года, в то время как сборка автомобиля началась 28 декабря 1925 года в Понтиаке. Стартовая цена составляла 825 долларов. Автомобиль оснащён рядным шестицилиндровым двигателем, разработанным Генри М. Крейном. Поскольку Pontiac 6 был автомобилем начального уровня, опции были ограничены передним и задним бамперами, задним запасным колесом и обогревателем для салона.
- 1927 Pontiac Series 6-27 Sport Sedan
- 1928 Pontiac Series 6-28
- 1929 Pontiac Series 6-29
- 1930 Pontiac Series 6-30B Sport Roadster
- 1931 Pontiac Fine 6 Series 401 Custom Sedan
- 1932 Pontiac Series 402

## Второе поколение (1935—1940)
Второе поколение Pontiac 6 имело обтекаемый внешний вид с узкой радиаторной решёткой в виде водопада, которая проходит вдоль центра и капота. Хромированная отделка была сделана из шарнира, который использовался для крепления двух сторон крышки двигателя вместе. В 1937 году в багажник был добавлен дополнительный элемент отделки. Этот стиль, называвшийся «Серебряная полоса», ассоциировался с продукцией Pontiac до 1960 года.
- 1934 Pontiac 6 Series 603
- 1935 Pontiac Standard 6 Series 701-B
- 1936 Pontiac Master 6 Series 6BB
- 1937 Pontiac Deluxe 6 Series 26 Touring Sedan
- 1938 Pontiac Deluxe 6 Series 26 Touring Sedan
- 1939 Pontiac Deluxe 6 120 Series 26